# Szlak Konwaliowy

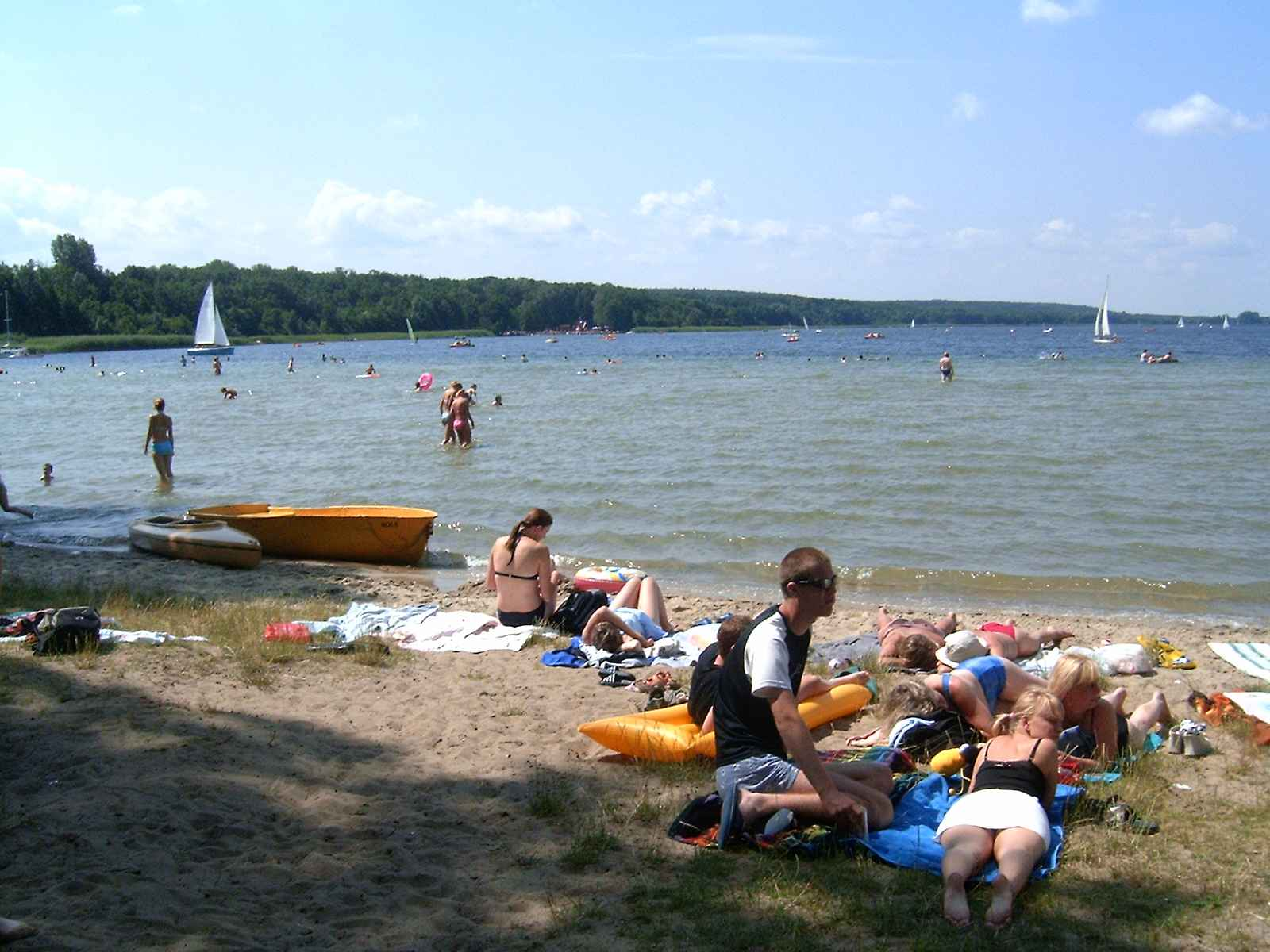
Kajaki na plaży nad jeziorem Dominickim w Boszkowie

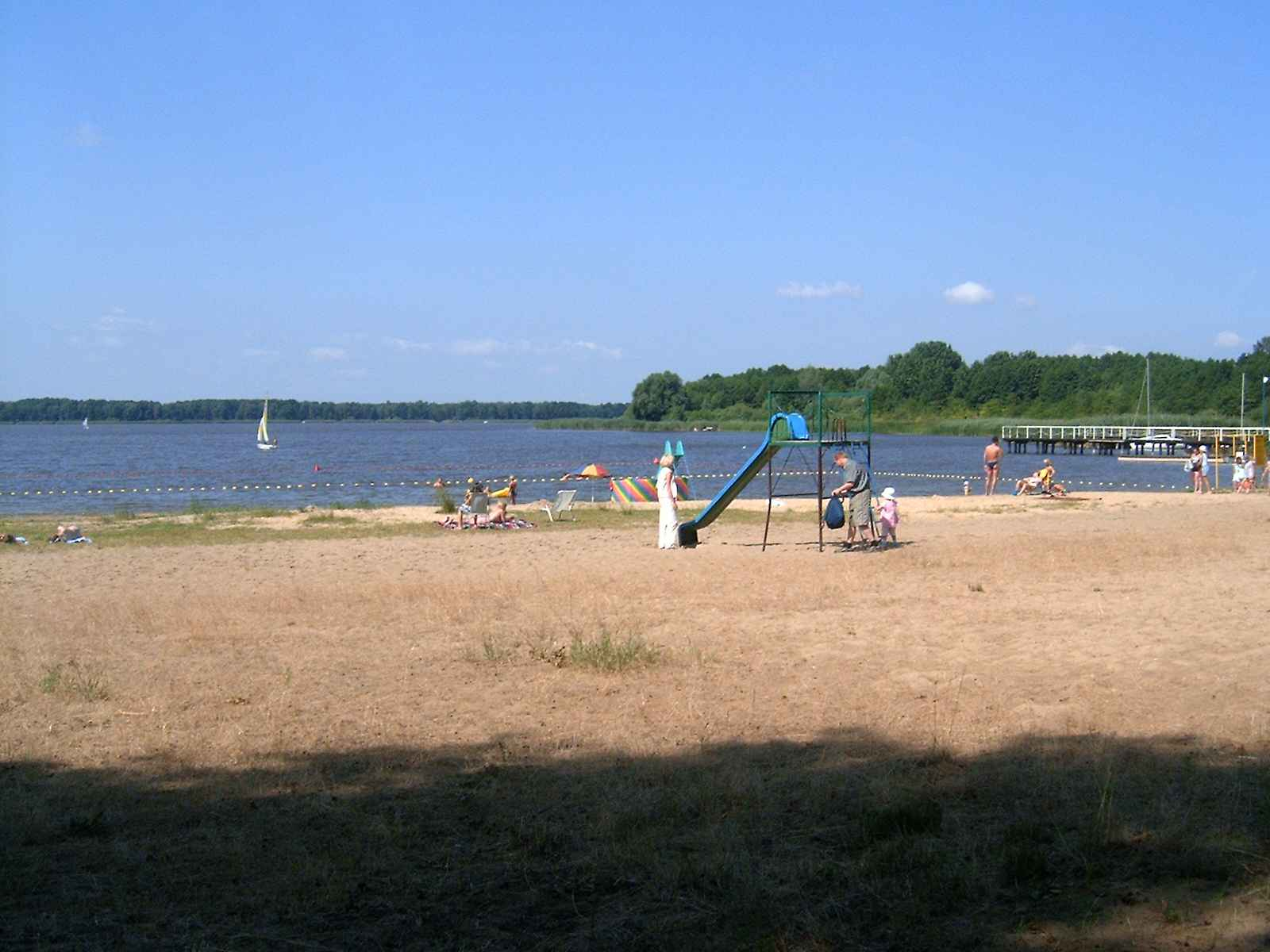
Plaża w Osłoninie

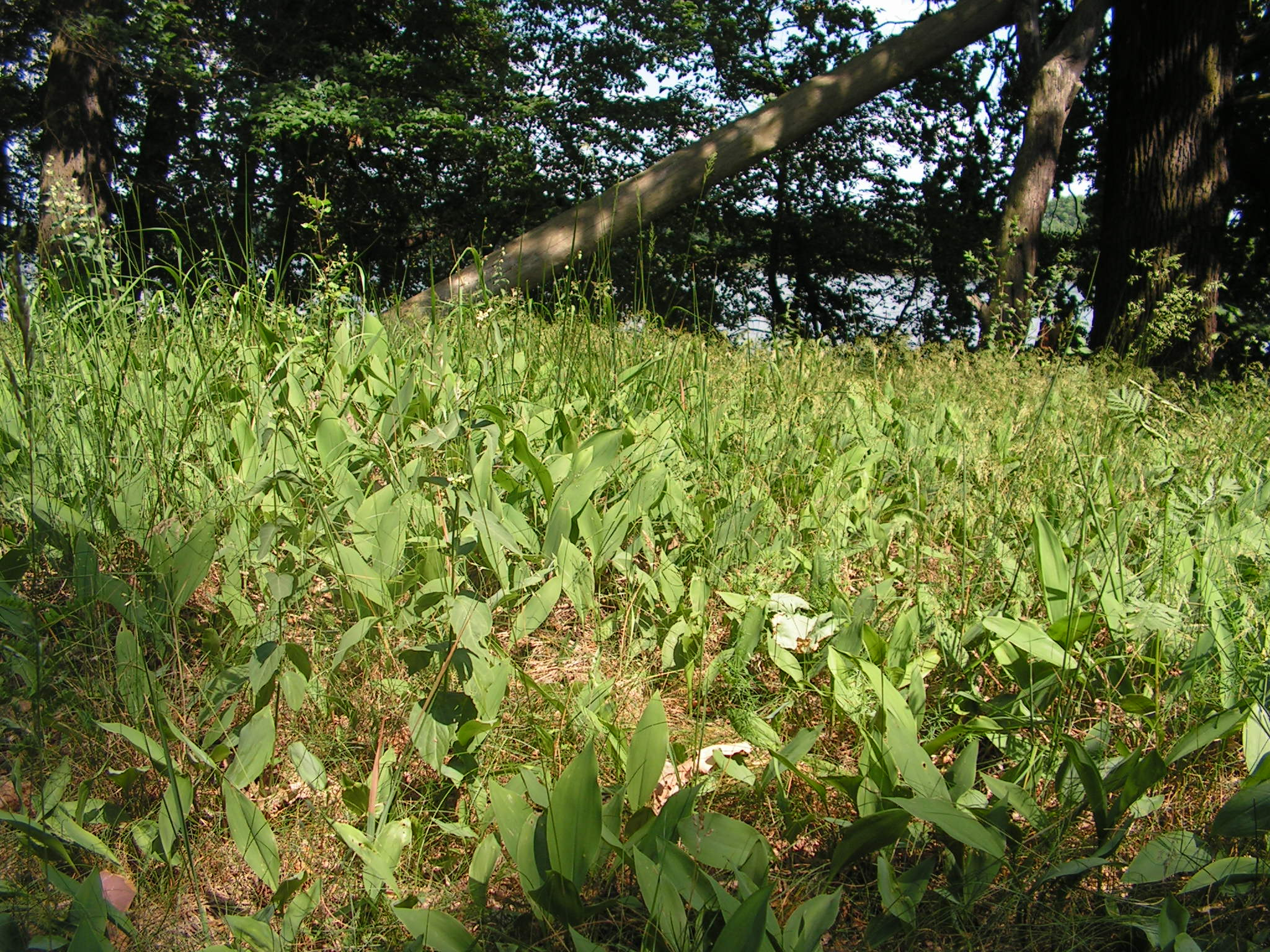
Wyspa Konwaliowa

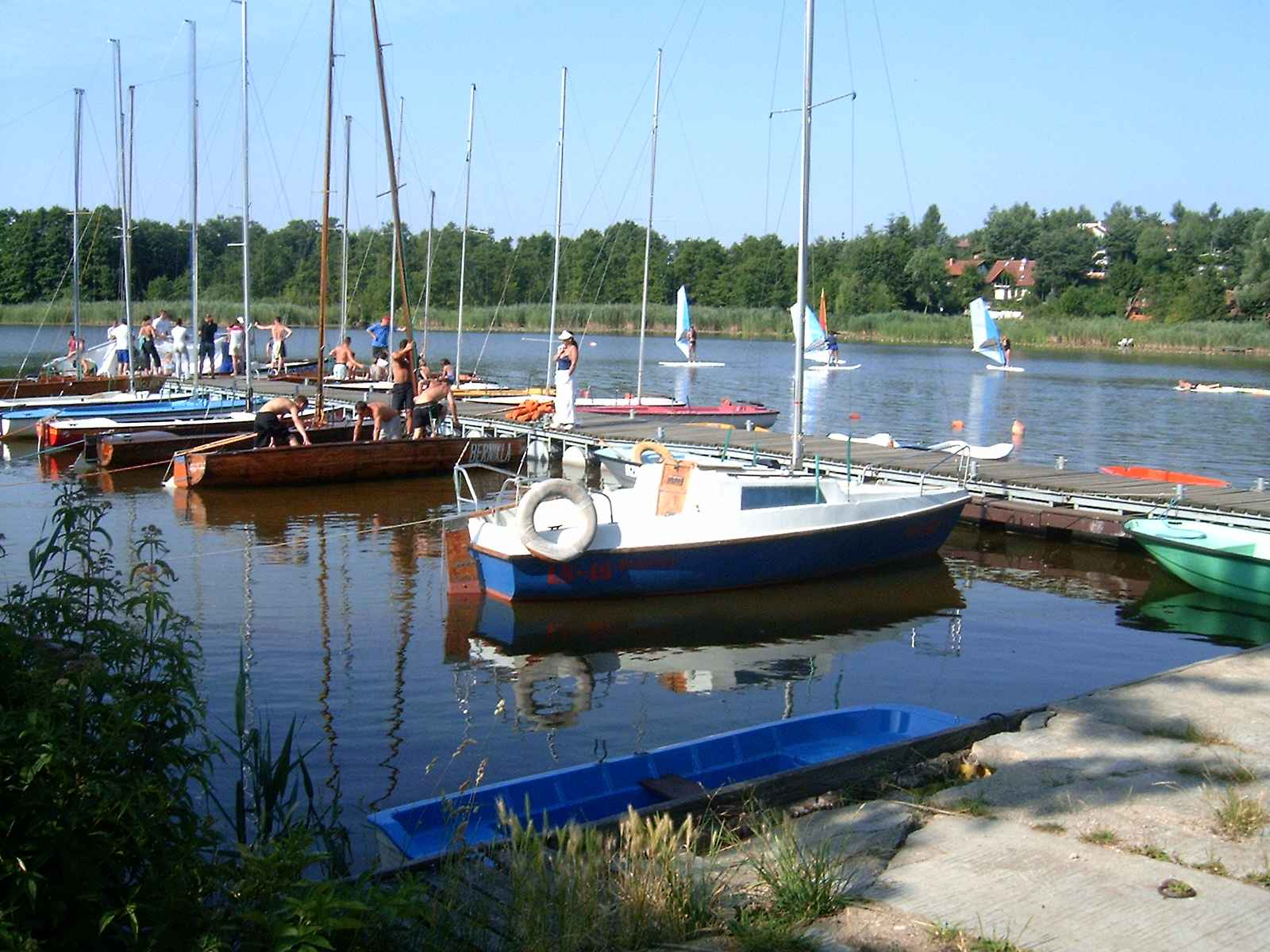
Marina w Olejnicy (Jezioro Górskie)

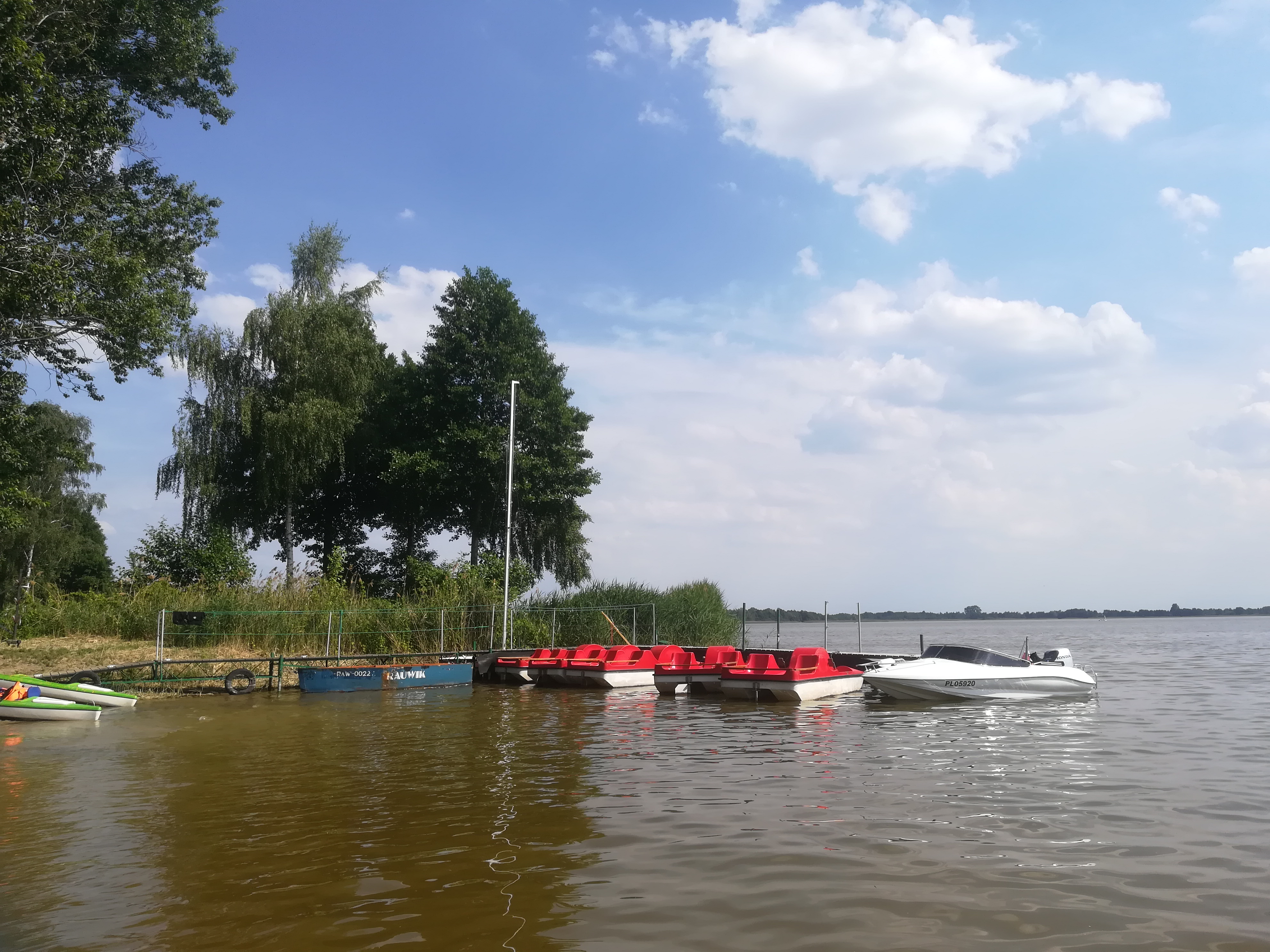
Plaża w Wieleniu Zaobrzańskim (Jezioro Wieleńskie)

Szlak Konwaliowy - liczący około 37 kilometrów wodny szlak kajakowy leżący w Przemęckim Parku Krajobrazowym. Nazwa szlaku pochodzi od znajdującej się na jego trasie Wyspy Konwaliowej. Początek i koniec szlaku zlokalizowano w Wieleniu Zaobrzańskim. Na trasie ustawione są tablice informacyjne i kierunkowe. 

## Specyfika szlaku
Szlak jest łatwy, dostępny dla turystów początkujących. Uciążliwość stanowi stan wód w czasie suszy, zwłaszcza w rejonie Jeziora Miałkiego. Między Jeziorem Dominickim, a Jeziorem Brzeźnie konieczny jest przewóz kajaków (2,7 km). Poza tym w Boszkowie kajaki trzeba przenieść na 300-metrowym odcinku.

## Przebieg
Przebieg szlaku (pętla jest obustronna, wskazany kilometraż dotyczy ergonomiczniejszego wariantu):
- km 0,0: Wieleń, jaz na Kanale Kaszczorskim, Ośrodek Wypoczynkowy "Krokus",
- km 2,5: koniec jeziora Trzytoniowego i wpływ do kanału łączącego ten akwen z jeziorem Breńskim,
- km 3,1: jezioro Breńskie, potem kanał ku jezioru Białemu,
- km 4,0: jezioro Białe, potem przewężenie do mocno mulastego jeziora Miałkiego,
- km 5,8: wypływ z jeziora Miałkiego i wpływ na częściowo zamulony kanał ku jezioru Lincjusz,
- km 6,9: most na drodze Brenno – Miastko – Górsko (sklep),
- km 7,2: jezioro Lincjusz, dopływ kanału Stara Rzeka (szlak kajakowy do jeziora Lgińsko),
- km 7,9: wpływ do jeziora Brzeźnie,
- km 8,7: jezioro Brzeźnie, ujście strugi z jeziora Zapowiednik, którą można dopłynąć do Papierni, a przy niskim stanie wody doholować kajak około 300 metrów,
- km 10,2: Papiernia, przenoska po lewej stronie na drogę gruntową przed rurowym przepustem, transport samochodowy na jezioro Dominickie,
- km 13,0: Dominice, nocleg na biwaku lub w schronisku młodzieżowym, sklep, gastronomia,
- km 16,3: jezioro Dominickie, na drugim końcu wypływ Kanału Boszkowskiego, plaża publiczna, sklepy, gastronomia,
- km 16,4: Kanał Boszkowski, płycizny, konieczne holowanie na odcinku około stu metrów (do mostu drogowego),
- km 17,9: jezioro Wielkie, potem wypływ oznaczonego tablicą kanału ku jezioru Buckiemu (Małemu),
- km 19,5: jezioro Buckie, bardzo płytkie, zarośnięte grążelami i grzybieniami, lepiej płynąć lewą stroną, by uniknąć mułu i mielizn,
- km 20,4: most drogowy na drodze Boszkowo – Bucz, spław kajaków po betonowych płytach,
- km 20,8: jezioro Boszkowskie, a potem Kanał Błotnicki (3 km),
- km 21,1: Kanał Błotnicki, początkowo szeroki i nie zarośnięty, później zwęża się do 2-3 metrów, a w sierpniu potrafi prawie całkowicie zarosnąć wysokim trzcinowiskiem, co wywołuje panikę wśród niektórych kajakarzy (pod jednym z mostów przyklejane były ogłoszenia o braku przebywalności i konieczności rezygnacji z trasy); trzcina pospolita koszona jest zwykle w początku września,
- km 24,0: jezioro Błotnickie, przystań z infrastrukturą turystyczną, początek ciągu otwartych jezior do końca trasy,
- km 27,4: jezioro Przemęckie, potem Radomierskie i Wyspa Konwaliowa, pomost widokowy, wigwam, możliwość rozpalenia ogniska (po ustaleniu w leśnictwie),
- km 31,0: Olejnica, most drogowy (wieża widokowa w odległości 500 metrów),
- km 35,2: jezioro Górskie i Osłonińskie, most na grobli w Osłoninie, plaża publiczna, kąpielisko gminy Przemęt,
- km 37,0: koniec pętli – Wieleń, jaz na Kanale Kaszczorskim, Ośrodek Wypoczynkowy "Krokus"[2].